# Idioma

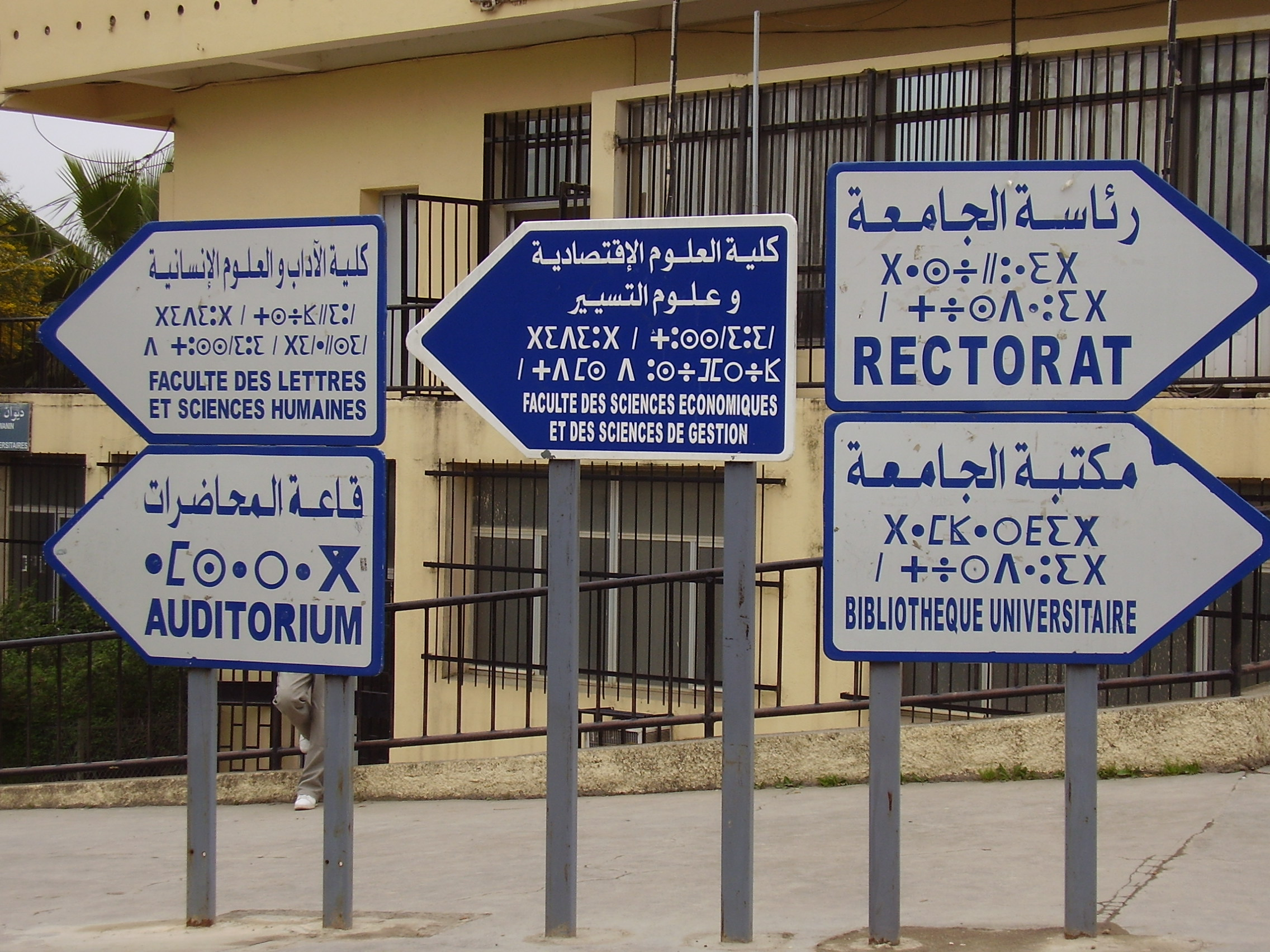
Cartel en Tizi Uzu con varios idiomas (árabe, francés y cabilio).

Un idioma (del latín: idiōma, y este del griego: ιδίωμα 'peculiaridad, idiosincrasia, propiedad') o lengua (del latín: lingua) es un sistema de comunicación verbal (lengua oral y gráfica) o gestual (lengua signada), propia de una sociedad humana.
Cada idioma se subdivide en dialectos (por definición, cada una de las formas en que se habla un idioma o lengua en una región específica), pero actualmente se duda que exista un criterio válido para hacer tal división (de idiomas o lenguas en dialectos) de una manera objetiva y segura. La determinación de si dos variedades lingüísticas son parte o no del mismo idioma es más una cuestión sociopolítica que lingüística.

## Número de idiomas
El número de idiomas generalmente aceptado está en torno a siete mil o siete mil quinientos. El Etnólogo: Lenguas del Mundo, en su resultado del año 2009, indica que hay alrededor de seis mil novecientos nueve lenguas en el mundo. Sin embargo, el número de idiomas actualmente hablados es difícil de precisar debido a los siguientes factores:
- En primer lugar, no hay un criterio universal que permita decidir si dos hablas con cierto grado de inteligibilidad mutua, deben considerarse dialectos de un mismo idioma histórico o dos lenguas diferentes.
- En segundo lugar, existen áreas del planeta insuficientemente estudiadas como para precisar si los grupos humanos presentes en ellas hablan realmente las mismas lenguas que otros grupos humanos más conocidos. Esto se aplica especialmente a Nueva Guinea; ciertas áreas de la selva amazónica donde existe constancia de más de cuarenta tribus no contactadas; el área del sureste del Tíbet, oeste de Nepal y norte de Birmania, y las lenguas de las islas Andamán.
- En tercer lugar, de tanto en tanto se descubren hablantes o personas que recuerdan alguna lengua que se presuponía extinta, y que son capaces de emplearla en su vida cotidiana. Así sucedió con el kusunda de Nepal o el ópata de México que habían sido dados por extintos, pero décadas más tarde se encontraron hablantes que conocían la lengua.

### Clasificación
Sin embargo, la lingüística histórica ha podido establecer que todas esas lenguas derivan de un número mucho más reducido de familias de lenguas. Ese hecho sirve habitualmente de base para la clasificación filogenética de las lenguas del mundo. Además de ese tipo de clasificación también se pueden hacer diversos tipos de clasificación tipológica, referidas al tipo de estructuras presentes en una lengua y no a su origen histórico o su parentesco con otras lenguas.

## Lista de idiomas
Idiomas por orden alfabético
Idiomas por número de hablantes